# Jerónimo Comes
Jerónimo Comes, también como Hieronymo y Gerony, (Valencia, c. 1627 - Orihuela, diciembre de 1677) fue un compositor y maestro de capilla español.

## Vida
Se cree que nació en Valencia, hacia 1627, fecha estimada a partir de su muda de la voz. La fecha real es desconocida, ya que los archivos parroquiales de la ciudad fueron destruidos durante la Guerra civil. Provenía de un familia humilde y su abuelo, Gaspar Comes, era zapatero. De su padre, Pedro Pablo Comes, no se tiene mucha información. Se formó musicalmente como infante de la capilla de música de la Catedral de Valencia, donde ingresó el 16 de julio de 1639 para aprender con su tío, el maestro Juan Bautista Comes, uno de los más destacados compositores del Barroco español.

Die XVI mensis Julii Anno a nativitate domini MDCXXXX: (Nominatio famuli Capelle) Ittem providerunt et nominabant pro ut nominarunt Hieronymo Comes absente eti in famulum Capelle cantosp. dictae sedis ad pns vacantem per amissionem Nicolai Sales cum omnibus salariis distributionibus pro ventibus et emolumentis dicto officio pertinentibus et expectatibus.
Nombramiento de infantillo de capilla. Del mismo modo se dispuso y se hizo mención de que ausente aún Jerónimo Comes, nombraron a éste infantillo de capilla ¿cantor? de dicha sede para la vacante generada por la salida de Nicolás Sales, con todos los salarios, particiones y emolumentos propios de dicho oficio y usuales para los que llegan nuevos.
Actas capitulares de la Catedral de Valencia, 1639

No pudo permanecer como infante más que un año, ya que el 16 de julio de 1640 se le despedía porque le había mudado la voz. Pero permanecería en Valencia colaborando con su tío, que por enfermedad había dejado la instrucción y educación de los infantes. A comienzos de 1643 se agravó el estado del maestro Comes e hizo un testamento en el que dejaría a Jerónimo 60 libras, aproximadamente el salario de un año en el magisterio de la Catedral de Orihuela, a cambio del cuidado y tutela de Antonia Comes, la menor de la casa de los Comes.

[...] E darrerament nomine en tutor e curador durant la menor edat de la dita Antonia Vicent, una dels cinch hereus per mi instituhits en lo present testament, a Geroni Comes, estudiant, mon nebot, cosin cherma de aquella, donantli tot lo poder que a semblants curadors se pot, sol y deu atribuir y donar.
[...] Y finalmente nombro tutor y cuidador durante la minría de edad de la dicha Antonia Vicente, una de las cinco herederas por mi intituidas en el presente testamento, a Jerónimo Comes, estudiante, mi sobrino, primo hermano de aquella, dándole todo el poder que a tales cuidadores se puede, suele y debe atribuir y dar.
Testamento de Juan Bautista Comes, 1643

Juan Bautista Comes fallecería el 5 de enero de 1643. Un año más tarde se nombró a Jerónimo Comes acólito:

(Nominació de Acolit a favor de Gerony Comes): Ab acte per mi dit notari rebut a 15 de Marz 1644 dits Mes illustres señors nominaren a Gerony Comes en acolit de la Seu ab lo salari y emoluments de dit offici.
[firmado por Vicent Portolés]
(Nominación de acólito a favor de Jerónimo Comes): Por actos de mi, dicho notario, recibido el 15 de marzo de 1644 dichos mis ilustres señores nominaron a Jerónimo Comes acólito de la Catedral con el salario y emolumentos de dicho oficio.
[firmado por Vicent Portolés]

Se desconoce su actividad o movimientos durante los siguientes seis años, siendo las próximas noticias que se tienen de 1650. Parece que durante estos años se formó con Francisco Navarro, maestro de capilla de la Catedral de Valencia y sucesor de Juan Bautista Comes, aunque se desconoce cuál fue la relación entre ambos. Francisco Navarro fallecería en agosto de 1650 y el cabildo metropolitano organizó unas oposiciones para cubrir la vacante. Se presentaron a las oposiciones Diego de Pontac, maestro de la Catedral de Zaragoza; Francisco Morales, de Onteniente; y Marcelo Settimio, de Segorbe. El tribunal estuvo formado por Jerónimo de la Torre, Pablo Segarra y Jerónimo Comes, en ese momento todavía acólito. El 4 de agosto de 1650 Pontac fue nombrado para el cargo.
En 1651 se conoció que el magisterio de la Catedral de Orihuela estaba vacante por la partida de Luis Juliá, compañero infante de Comes en la Catedral de Valencia bajo el magisterio de Juan Bautista Comes. Jerónimo Comes enseguida escribió para ofrecer sus servicios. En ese momento la sede de la diócesis se encontraba vacante, ya que el nuevo obispo, Luis Crespi de Borja, ya había sido nombrado, pero todavía no tomaría posesión del cargo hasta el 2 de febrero de 1652. El cabildo respondió a Comes que se le aceptaría en una capilla menor y el salario del magisterio hasta que llegara el obispo y se organizaran unas oposiciones. Parece ser que esas oposiciones nunca llegaron a realizarse.
Comes se desplazó a Orihuela el 18 de septiembre de 1651, donde ocupó una capellanía menor y la asignación del maestro de capilla, acogido como acólito con la condición de que se ordenase in sacris lo antes posible.

Die XVIII mensis septembris anno dni MDCLI (nombramiento de Mº de Capilla) decrev. que nomenen pera servir lo magisteri de capella en esta Sta. Ig. Gerony Comes ab les sexanta lliures que te de salari de Magisteri y aixi mateix li encomanem la capellania del numero de les quatre que hay en esta Sta. Ig. que vaca per promocio [?] de Juan Llacer done si apresa altra resolucio.
Día 18 de mes de septiembre del año del señor de 1651 (nombramiento de maestro de capilla) decretamos que nombran para servir el magisterio de capilla en esta Santa Iglesia Jerónimo Comes con las sesenta libras que tiene de salario de magisterio y así sismo le le encomendamos la capellanía del número de las cuatro que hay en esta Santa Iglesia que vaca por promoción de Juan Llacer dada si se toma otra resolución.
Actas capitulares de la Catedral de Orihuela, 18 de septiembre de 1651

Un año más tarde recibía en alquiler la casa de mosén Tobar por seis años, por un alquiler de 6 libras al año. En 1653 fue nombrado Capellán de su Majestad y condecorado con las insignias moradas de doctor, y el 12 de julio se le nombró canónigo de la catedral. A partir de 1656 la relación con el cabildo oriolano comienza a deteriorarse. En 1656 se le multó por faltas de asistencia y en 1658 se le aplicó una correccio por razón desconocida, pero lo suficientemente grave para que el obispo tuviese que intervenir. En 1663 compraba al canónigo José Requena por 100 libras una casa cercana al Convento de Santa Lucía, en la actual plaza de Santa Lucía, a escasos metros de la Catedral. Sin embargo Comes no debía administrarse bien, ya que en marzo de 1671 todavía no había terminado de pagar la casa, por lo que el cabildo le confiscó parte del salario, incluyendo los intereses comunes por sus deudas. La animadversión entre Comes y el cabildo fue en aumento de 1670 a 1673 por diversos asuntos: el ya mencionado pago de sus deudas; la limitación de su participación en actos musicales fuera de la capilla, que le permitían ganar dinero extra; la apropiación indebida de las ropas de los infantillos; y el descuido de la enseñanza de los infantes. En consecuencia, en 1672 se le amonestó y se le reiteró la mitad del salario, además de retirársele la responsabilidad de los infantillos de 1672 a 1673, que se entregó al nuevo maestro segundo Francés Soler,que provenía de la iglesia de Santa María de Elche.

Die XXV mensis maii anno dni MDCLXXIII (Mº Capilla) decrev. que la resolucio de 21 Juliol 1672 en orde a les trenta lliures se li asignaren al Mestre Soler de les 60L te de la fabrica lo Mestre Capella es posse en execucio a dit Mº Capella tinga molta atencio en lo parlar y observar les ordens de Capitol y que acudixca a son obligacio.
Día 25 del mes de mayo del año de nuestro Señor de 1673 (Maestro de capilla) decretamos que la resolución del 21 de julio de 1672 en orden a las treinta libras se le asignaron al maestro Soler de las 60 libras de la fábrica del maestro de capilla se realice a dicho maestro de capilla[,] tenga mucha atención en el hablar y observar las órdenes del capítulo y que acuda a sus obligaciones.
Actas capitulares de la Catedral de Orihuela, 25 de mayo de 1673

Las relaciones de Comes con el cabildo fueron mejorando hasta su jubilación del magisterio. El 13 de julio de 1676 se le concedió la jubilación, siendo sustituido por Roque Montserrat en el cargo. Montserrat consiguió la mitad del salario del magisterio, unas 30 libras, y una capellanía de tiple, ya que la otra mitad del salario y la plaza de Capellán Real permanecían en manos de Comes hasta su fallecimiento. Comes no debió desentenderse completamente de la capilla de música, pero no se pueden documentar obligaciones concretas. Por ejemplo, en 1676 examinó junto a Montserrat a los opositores para la organistía de la parroquia de Santas Justa y Rufina.
En 1677 se llegan a Orihuela las primeras noticias de la peste y se recomienda a los canónigos que no abandonen la ciudad. Comes ofició dos de las 500 misas que se organizaron por el alma del obispo José Verge, fallecido por la peste. Sobrevivió la epidemia, pero sus actividades fueron disminuyendo en 1678 según sus salud iba emporando y ese año realizó su testamento.

[...] no hajo cossa mes certa que la mort [...] Per coneixeran [?] tots com yo el Beneficiat Gerony Comes prevere de la present ciutat de Oriola habedor [?] estant malalt en lo llit de greu malaltia dels qual en sent morir [...]
[...] no hallo cosa más certa que la muerte [...] Para conocieran [?] todos como yo el beneficiado Jerónimo Comes, presbítero de la presente ciudad de Orihuela habedor [?] estando enfermo en la cama de grave enfermedad de la cual se siente morir [...]
Libro de mayordomía de 1677

Es muy probable que falleciese en diciembre de 1677, a los 51 años, pocos días después de haber realizado su testamento. Dejó algunos objetos a sus amistades, como el paborde de la Catedral, al Convento de San Agustín, a Anna Martínez, viuda de Nicolau Pinar, y al licenciado Vicent Urrea. Fue enterrado en la misma Catedral, en el acceso al coro.

## Obra
No se conserva obra en romance de Comes, aunque debió ser muy abundante. De su obra en latín se conservan en la Catedral de Orihuela las siguientes composiciones:
- Et omnia laude dignissima, una antífona a ocho voces;
- O doctor optime, un motete a cinco voces y arpa;
- O quam spetiosa, para la festividad del Rosario;
- Sacerdos et Pontifex, un motete a ocho voces, aunque es muy probable que esta última sea originalmente de Pere Segarra.[4]

No resulta fácil distinguir sus obras de las de su tío, sobre todo teniendo en cuenta que se sospecha que plagiase composiciones de su tío y de Luis Juliá.